# هوشمندسازی ساختمان‌ها
هوشمند‌سازی ساختمان شامل کنترل متمرکز خودکار سیستم‌هایی از قبیل: سیستم تهویه مطبوع (گرمایش، تهویه و تهویه مطبوع) ساختمان، برق اضطراری، سیستم روشنایی، پرده‌های برقی، کنترل دسترسی، سیستم‌های امنیتی، سیستم‌های دوربین مداربسته و انتقال تصویر و سایر سیستم‌های مرتبط به هم از طریق یک سیستم مدیریت ساختمان (BMS) یا سیستم اتوماسیون ساختمان (BAS) است. اهداف هوشمند سازی منازل بهبود آسایش ساکنان، بهره‌برداری موثرتر از سیستم‌های ساختمان، کاهش مصرف انرژی، کاهش هزینه‌های عملیاتی و نگهداری، افزایش امنیت ساکنان و همچنین دسترسی و کنترل عملکرد از راه دور، و بهبود چرخه عمر تجهیزات و تجهیزات مرتبط می‌باشد.
هوشند‌سازی ساختمان نمونه ای از یک سیستم کنترل توزیع شده‌است -یا شبکه کامپیوتری می‌باشد که مانند دستگاه‌های الکترونیکی برای نظارت و کنترل سیستم‌های یک ساختمان طراحی شده‌اند.
عملکرد اصلی هوشمند‌سازی به این صورت می‌باشد که آب و هوای ساختمان را در محدوده مشخصی نگه می‌دارد (یعنی شرایط آسایش همیشه و بدون دخالت دست انجام خواهد شد) نور اتاق‌ها را بر اساس برنامه زمانی ثابت و متغیر نگاه می‌دارد، نظارت بر عملکرد و خرابی‌های دستگاه در همه سیستم‌ها، و هشدارهای نقص عملکرد را برای کارکنان تعمیر و نگهداری ساختمان فراهم می‌کند. یک سیستم هوشمند سازی مناسب باید انرژی ساختمان و هزینه‌های تعمیر و نگهداری را در مقایسه با یک ساختمان غیر کنترل شده کاهش دهد. اکثر ساختمان‌های تجاری، سازمانی و صنعتی که پس از سال ۲۰۰۰ ساخته شده‌اند شامل سیستم هوشمند هستند. بسیاری از ساختمان‌های قدیمی‌تر با یک BAS جدید مجهز شده‌اند که معمولاً از طریق صرفه‌جویی در انرژی و بیمه و سایر صرفه‌جویی‌های مرتبط با تعمیر و نگهداری پیشگیرانه و تشخیص خطا تأمین می‌شود.
ساختمانی که توسط BAS کنترل می‌شود اغلب به عنوان یک ساختمان هوشمند، یا خانه هوشمند " نامیده می‌شود. ساختمان‌های تجاری و صنعتی از لحاظ تاریخی به پروتکل‌های ثابت شده قوی (مانند BACnet) متکی بوده‌اند در حالی که پروتکل‌های اختصاصی (مانند X-10) در خانه‌ها استفاده می‌شوند. استانداردهای اخیر IEEE (به ویژه IEEE 802.15.4, IEEE 1901 و IEEE 1905.1, IEEE 802.21, IEEE 802.11ac, IEEE 802.3at) و تلاش‌های کنسرسیومی مانند nVoy -Queen IV برای استانداردهای nVoy 19 IEEE ارائه شده‌است. شبکه‌سازی بسیاری از دستگاه‌ها در اکثر شبکه‌های فیزیکی برای اهداف مختلف، و کیفیت خدمات و تضمین‌های خرابی مناسب برای حمایت از سلامت و ایمنی انسان انجام شده‌است. بر این اساس، کاربران تجاری، صنعتی، نظامی و سایر سازمان‌ها اکنون از سیستم‌هایی استفاده می‌کنند که عمدتاً در مقیاس با سیستم‌های خانگی متفاوت هستند. برای اطلاعات بیشتر در مورد سیستم‌های سطح ورودی، nVoy، ۱۹۰۵٫۱، و فروشندگان اختصاصی اصلی که این روند را با استانداردهای یکپارچه اجرا می‌کنند یا در برابر آن مقاومت می‌کنند، به اتوماسیون خانگی مراجعه کنید.
تقریباً تمام ساختمان‌های سبز چند طبقه به گونه‌ای طراحی شده‌اند که دارای BAS برای ویژگی‌های صرفه‌جویی در انرژی، هوا و آب باشند. پاسخ به تقاضای دستگاه الکتریکی یک عملکرد معمولی از یک BAS است، همان‌طور که نظارت بر تهویه و رطوبت پیچیده‌تر مورد نیاز ساختمان‌های عایق‌بندی شده محکم است. بیشتر ساختمان‌های سبز تا حد امکان از دستگاه‌های DC کم مصرف استفاده می‌کنند. حتی یک طراحی پسیو هاوس که برای هیچ انرژی خالصی مصرف نمی‌شود، معمولاً به یک BAS برای مدیریت جذب گرما، سایه‌زنی و تهویه، و زمان‌بندی استفاده از دستگاه نیاز دارد.

## سیستم اتوماسیون
اصطلاح سیستم اتوماسیون ساختمان که به‌طور کم استفاده می‌شود، به هر سیستم کنترل الکتریکی اشاره دارد که برای کنترل سیستم گرمایش، تهویه و تهویه مطبوع ساختمان (HVAC) استفاده می‌شود. BAS مدرن همچنین می‌تواند روشنایی داخلی و خارجی و همچنین امنیت، اعلام حریق و اساساً هر چیزی که در ساختمان الکتریکی است را کنترل کند. سیستم‌های کنترل HVAC قدیمی، مانند ترموستات‌های سیمی 24V DC یا کنترل‌های پنوماتیک، نوعی اتوماسیون هستند، اما فاقد انعطاف‌پذیری و یکپارچگی سیستم‌های مدرن هستند.

## گذرگاه‌ها و پروتکل‌ها
اکثر شبکه‌های اتوماسیون ساختمان از یک گذرگاه اولیه و ثانویه تشکیل شده‌اند که کنترل‌کننده‌های سطح بالا (به‌طور کلی برای اتوماسیون ساختمان تخصصی هستند، اما ممکن است کنترل‌کننده‌های منطقی قابل برنامه‌ریزی عمومی باشند) را با کنترل‌کننده‌های سطح پایین‌تر، دستگاه‌های ورودی/خروجی و یک رابط کاربری (همچنین به نام یک دستگاه رابط انسانی). پروتکل باز BACnet ASHRAE یا پروتکل باز LonTalk مشخص می‌کند که اغلب این دستگاه‌ها چگونه کار می‌کنند. سیستم‌های مدرن از SNMP برای ردیابی رویدادها استفاده می‌کنند که بر اساس چندین دهه تاریخ با پروتکل‌های مبتنی بر SNMP در دنیای شبکه‌های کامپیوتری ساخته شده‌است.
اتصال فیزیکی بین دستگاه‌ها از لحاظ تاریخی توسط فیبر نوری اختصاصی، اترنت، ARCNET , RS-232، RS-485 یا یک شبکه بی‌سیم با هدف ویژه با پهنای باند کم ارائه می‌شد. سیستم‌های مدرن متکی به شبکه‌های ناهمگن چند پروتکلی مبتنی بر استاندارد هستند، مانند آنچه در استاندارد IEEE 1905.1 مشخص شده و توسط علامت ممیزی nVoy تأیید شده‌است. اینها معمولاً فقط شبکه‌های مبتنی بر IP را در خود جای می‌دهند، اما می‌توانند از هر سیم‌کشی موجود استفاده کنند، و همچنین شبکه‌های powerline را روی مدارهای AC، برق روی مدارهای DC کم مصرف اترنت، شبکه‌های بی‌سیم با پهنای باند بالا مانند LTE و IEEE 802.11n و IEEE 802.11 یکپارچه می‌کنند. ac و اغلب اینها را با استفاده از مش بی‌سیم خاص ساختمان استاندارد باز ZigBee ادغام می‌کنند).
سخت‌افزار اختصاصی بر بازار کنترلرها مسلط است. هر شرکت دارای کنترلرهایی برای برنامه‌های خاص است. برخی از آن‌ها با کنترل‌های محدود و بدون قابلیت همکاری طراحی شده‌اند، مانند واحدهای سقفی بسته‌بندی شده ساده برای HVAC. نرم‌افزار معمولاً به خوبی با بسته‌های فروشندگان دیگر ادغام نمی‌شود. همکاری فقط در سطح Zigbee/BACnet/LonTalk است.
سیستم‌های کنونی قابلیت همکاری در سطح برنامه را فراهم می‌کنند و به کاربران اجازه می‌دهند دستگاه‌های تولیدکنندگان مختلف را با هم ترکیب کنند و با دیگر سیستم‌های کنترل ساختمان سازگار یکپارچه شوند. اینها معمولاً به SNMP متکی هستند، که مدتهاست برای همین منظور برای ادغام دستگاه‌های مختلف شبکه کامپیوتری در یک شبکه منسجم استفاده می‌شد.

## انواع ورودی و خروجی

### حسگرها
ورودی‌های آنالوگ برای خواندن اندازه‌گیری متغیر استفاده می‌شود. به عنوان مثال می‌توان به سنسورهای دما، رطوبت و فشار اشاره کرد که می‌توانند ترمیستور، ۴ تا ۲۰ میلی‌آمپر، ۰ تا ۱۰ ولت یا دماسنج مقاومتی پلاتینیوم (ردیاب دمای مقاومتی)، یا حسگرهای بی‌سیم باشند.
ورودی دیجیتال نشان دهنده روشن یا خاموش بودن دستگاه است. برخی از نمونه‌های ورودی‌های دیجیتال می‌توانند کلید تماسی درب، کلید جریان، سوئیچ جریان هوا یا کنتاکت رله بدون ولتاژ (کنتاکت خشک) باشند. ورودی‌های دیجیتال همچنین می‌توانند ورودی‌های پالسی باشند که پالس‌ها را در یک دوره زمانی شمارش می‌کنند. یک مثال یک دبی سنج توربین است که داده‌های جریان را به عنوان فرکانس پالس‌ها به ورودی ارسال می‌کند.
نظارت بر بار غیر نفوذی نرم‌افزاری است که بر حسگرها و الگوریتم‌های دیجیتال برای کشف دستگاه یا سایر بارها از ویژگی‌های الکتریکی یا مغناطیسی مدار تکیه دارد. با این حال، این رویداد را با ابزار آنالوگ تشخیص می‌دهد. اینها در عملیات بسیار مقرون به صرفه هستند و نه تنها برای شناسایی، بلکه برای تشخیص گذر زمان راه اندازی، خطاهای خط یا تجهیزات و غیره مفید هستند.
خروجی‌های آنالوگ سرعت یا موقعیت یک دستگاه را کنترل می‌کنند، مانند یک درایو فرکانس متغیر، مبدل IP (جریان به پنوماتیک)، یا یک سوپاپ یا محرک دمپر. به عنوان مثال یک شیر آب گرم ۲۵٪ باز می‌شود تا نقطه تنظیم را حفظ کند. مثال دیگر یک درایو فرکانس متغیر است که موتور را به آرامی بالا می‌برد تا از شروع سخت جلوگیری کند.
خروجی‌های دیجیتال برای باز و بسته کردن رله‌ها و سوئیچ‌ها و همچنین هدایت بار بر اساس فرمان استفاده می‌شود. یک مثال روشن کردن چراغ‌های پارکینگ زمانی است که فتوسل نشان می‌دهد بیرون تاریک است. مثال دیگر باز کردن یک شیر با اجازه دادن به جریان 24VDC/AC از خروجی تغذیه کننده شیر است. خروجی‌های آنالوگ همچنین می‌توانند خروجی‌هایی از نوع پالس باشند که فرکانس پالس‌ها را در یک دوره زمانی معین منتشر می‌کنند. یک مثال انرژی سنج است که کیلووات ساعت را محاسبه می‌کند و فرکانس پالس‌ها را بر این اساس ساطع می‌کند.

## زیر ساخت

### کنترل‌کننده
کنترلرها اساساً کامپیوترهای کوچک و هدفمندی هستند که دارای قابلیت ورودی و خروجی هستند. این کنترل‌کننده‌ها در اندازه‌ها و قابلیت‌های مختلفی برای کنترل دستگاه‌هایی که معمولاً در ساختمان‌ها یافت می‌شوند و برای کنترل زیرشبکه‌های کنترل‌کننده‌ها ارائه می‌شوند.
ورودی‌ها به کنترل‌کننده اجازه می‌دهد دما، رطوبت، فشار، جریان جریان، جریان هوا و سایر عوامل ضروری را بخواند. خروجی‌ها به کنترل‌کننده اجازه می‌دهد تا سیگنال‌های فرمان و کنترل را به دستگاه‌های برده و سایر قسمت‌های سیستم ارسال کند. ورودی‌ها و خروجی‌ها می‌توانند دیجیتال یا آنالوگ باشند. خروجی‌های دیجیتال نیز بسته به سازنده گاهی اوقات گسسته نامیده می‌شوند.
کنترل‌کننده‌های مورد استفاده برای اتوماسیون ساختمان را می‌توان در سه دسته دسته‌بندی کرد: کنترل‌کننده‌های منطقی قابل برنامه‌ریزی (PLC)، کنترل‌کننده‌های سیستم/شبکه، و کنترل‌کننده‌های واحد ترمینال. با این حال، یک دستگاه اضافی نیز می‌تواند وجود داشته باشد تا سیستم‌های شخص ثالث (مانند یک سیستم AC مستقل) را در یک سیستم اتوماسیون ساختمان مرکزی ادغام کند.
کنترل‌کننده‌های واحد پایانه معمولاً برای کنترل روشنایی و/یا وسایل ساده‌تر مانند واحد پشت بام پکیج، پمپ حرارتی، جعبه VAV، فن کویل و غیره مناسب هستند. نصب‌کننده معمولاً یکی از شخصیت‌های از پیش برنامه‌ریزی‌شده موجود را انتخاب می‌کند که برای کنترل دستگاه مناسب‌تر است، و نیازی به ایجاد منطق کنترل جدید ندارد.

### تصرف
اشغال یکی از دو یا چند حالت عملیاتی برای یک سیستم اتوماسیون ساختمان است. حالت‌های بدون اشغال، گرم کردن صبح و عقب‌نشینی در شب از دیگر حالت‌های رایج هستند.
اشغال معمولاً بر اساس برنامه زمانی از روز است. در حالت اشغال، هدف BAS ارائه یک آب و هوای راحت و نور کافی، اغلب با کنترل مبتنی بر منطقه است، به طوری که کاربران در یک طرف ساختمان ترموستات متفاوتی (یا سیستم یا سیستم فرعی متفاوت) نسبت به کاربران طرف مقابل داشته باشند. سمت.
یک سنسور دما در منطقه بازخورد را به کنترل‌کننده ارائه می‌دهد، بنابراین می‌تواند گرمایش یا سرمایش را در صورت نیاز ارائه دهد.
اگر فعال باشد، حالت گرم کردن صبحگاهی (MWU) قبل از اشغال رخ می‌دهد. در طول گرم شدن صبحگاهی، BAS سعی می‌کند ساختمان را درست در زمان اشغال به نقطه تنظیم برساند. BAS اغلب در شرایط فضای باز و تجربه تاریخی برای بهینه‌سازی MWU فاکتور می‌گیرد. به این شروع بهینه نیز گفته می‌شود.
نادیده گرفتن فرمانی است که به صورت دستی به BAS آغاز می‌شود. به عنوان مثال، بسیاری از سنسورهای دما روی دیوار دارای یک دکمه فشاری هستند که سیستم را برای چند دقیقه به حالت Occupancy وادار می‌کند. در صورت وجود، رابط‌های وب به کاربران اجازه می‌دهند تا از راه دور یک نادیده گرفتن BAS را آغاز کنند.
برخی از ساختمان‌ها برای فعال کردن روشنایی یا تهویه هوا به سنسورهای اشغال متکی هستند. با توجه به پتانسیل زمان‌های طولانی قبل از اینکه یک فضا به اندازه کافی خنک یا گرم شود، تهویه آب و هوا اغلب مستقیماً توسط یک سنسور اشغال آغاز نمی‌شود.

### نورپردازی
روشنایی را می‌توان با اتوماسیون ساختمان یا سیستم کنترل روشنایی بر اساس زمان روز یا حسگر اشغال، حسگرهای نوری و تایمر روشن، خاموش یا کم نور کرد. یک مثال معمولی این است که چراغ‌ها را در یک فضا به مدت نیم ساعت از زمانی که آخرین حرکت حس شده‌است روشن کنید. یک فتوسل که در خارج از ساختمان قرار می‌گیرد می‌تواند تاریکی و زمان روز را حس کند و نورهای دفاتر بیرونی و پارکینگ را تعدیل کند.
روشنایی همچنین کاندیدای مناسبی برای پاسخگویی به تقاضا است، با بسیاری از سیستم‌های کنترلی که امکان کم‌نور کردن (یا خاموش کردن) چراغ‌ها را برای استفاده از مشوق‌ها و صرفه‌جویی‌های DR فراهم می‌کنند.
در ساختمان‌های جدیدتر، کنترل روشنایی می‌تواند بر اساس رابط روشنایی آدرس‌پذیر دیجیتال (DALI) باشد. لامپ‌های دارای بالاست DALI کاملاً قابل تنظیم هستند. DALI همچنین می‌تواند خرابی لامپ و بالاست را در چراغ‌های DALI تشخیص دهد و خرابی سیگنال‌ها را نشان دهد.

### سایه زنی و لعاب
سایه و لعاب اجزای ضروری در سیستم ساختمان هستند که بر آسایش بصری، صوتی و حرارتی ساکنین تأثیر می‌گذارند و دید بیرونی را برای ساکنین فراهم می‌کنند. سیستم‌های سایه‌زنی و لعاب خودکار راه‌حل‌هایی برای کنترل افزایش گرمای خورشیدی و تابش خیره‌کننده هستند. این به استفاده از فناوری برای کنترل دستگاه‌های سایه بان خارجی یا داخلی (مانند پرده‌ها و سایه‌ها) یا خود لعاب اشاره دارد. این سیستم واکنش فعال و سریعی به داده‌های مختلف در حال تغییر در فضای باز (مانند خورشید، باد) و تغییر محیط داخلی (مانند دما، روشنایی و نیازهای ساکنان) دارد. سیستم‌های سایه‌زنی و شیشه‌ای ساختمان می‌توانند از نظر حفظ انرژی و آسایش به بهبود حرارت و روشنایی کمک کنند.

#### سایه زنی پویا
دستگاه‌های سایه‌بان دینامیک به کنترل نور روز و انرژی خورشیدی اجازه می‌دهند تا در رابطه با شرایط بیرونی، نیازهای نور روز و موقعیت‌های خورشیدی وارد محیط ساخته شده شوند. محصولات متداول عبارتند از پرده ونیز، سایه غلتکی، لوور و کرکره. آنها بیشتر در قسمت داخلی سیستم لعاب نصب می‌شوند زیرا هزینه تعمیر و نگهداری پایینی دارند، اما می‌توانند در نمای بیرونی یا ترکیبی از هر دو مورد استفاده قرار گیرند.

### هواگیرها
اکثر هواگیرها هوای برگشتی و بیرونی را با هم مخلوط می‌کنند، بنابراین نیاز به تهویه هوای کمتری برای دما/رطوبت است. این می‌تواند با استفاده از آب سرد یا گرم کمتر در هزینه صرفه جویی کند (همه AHUها از مدارهای آب سرد یا گرم استفاده نمی‌کنند). مقداری هوای خارجی برای سالم نگه داشتن هوای ساختمان مورد نیاز است. برای بهینه‌سازی بهره‌وری انرژی و در عین حال حفظ کیفیت هوای داخلی سالم (IAQ)، تهویه کنترل تقاضا (یا کنترل‌شده) (DCV) میزان هوای بیرون را بر اساس سطوح اشغال اندازه‌گیری شده تنظیم می‌کند.
سنسورهای دمای آنالوگ یا دیجیتال ممکن است در فضا یا اتاق، کانال‌های هوای برگشت و تأمین و گاهی اوقات هوای خارجی قرار گیرند. عملگرها روی دریچه‌های آب گرم و سرد، هوای بیرون و دمپرهای هوای برگشتی قرار می‌گیرند. فن تأمین (و در صورت وجود برگشت) بر اساس هر ساعت از روز، دما، فشار ساختمان یا ترکیبی راه اندازی و متوقف می‌شود.

#### واحدهای جابجایی هوا با حجم ثابت
نوع کمتر کارآمد هواگیر «واحد انتقال هوا با حجم ثابت» یا CAV است. فن‌های موجود در CAV دارای کنترل‌های سرعت متغیر نیستند. در عوض، CAVها دمپرها و دریچه‌های تأمین آب را برای حفظ دما در فضاهای ساختمان باز و بسته می‌کنند. آنها با باز یا بستن دریچه‌های آب سرد یا گرم که مبدل‌های حرارتی داخلی آنها را تغذیه می‌کنند، فضاها را گرم یا خنک می‌کنند. به‌طور کلی یک CAV چندین فضا را ارائه می‌دهد.

#### واحدهای جابجایی هوا با حجم متغیر
یک واحد کارآمدتر "واحد انتقال هوا با حجم متغیر (VAV)" یا VAV است. VAVها هوای تحت فشار را به جعبه‌های VAV عرضه می‌کنند، معمولاً یک جعبه در هر اتاق یا منطقه. یک هواگیر VAV می‌تواند با تغییر سرعت فن یا دمنده با درایو فرکانس متغیر یا (با کارایی کمتر) با انتقال پره‌های راهنمای ورودی به یک فن با سرعت ثابت، فشار به جعبه‌های VAV را تغییر دهد. مقدار هوا با توجه به نیاز فضاهایی که توسط جعبه‌های VAV سرو می‌شود تعیین می‌شود.
هر جعبه VAV هوا را به فضای کوچکی مانند یک دفتر می‌رساند. هر جعبه دارای یک دمپر است که بر اساس میزان گرمایش یا سرمایش در فضای آن باز یا بسته می‌شود. هرچه جعبه‌های بیشتری باز باشند، هوای بیشتری مورد نیاز است و مقدار بیشتری هوا توسط واحد هواگیر VAV تأمین می‌شود.
برخی از جعبه‌های VAV نیز دارای دریچه‌های آب گرم و مبدل حرارتی داخلی هستند. دریچه‌های آب سرد و گرم بر اساس نیاز گرمایی فضاهایی که تأمین می‌کند باز یا بسته می‌شوند. این جعبه‌های VAV گرم شده گاهی اوقات فقط در محیط استفاده می‌شوند و مناطق داخلی فقط خنک‌کننده هستند.
حداقل و حداکثر CFM باید روی جعبه‌های VAV تنظیم شود تا از تهویه مناسب و تعادل هوا اطمینان حاصل شود.

##### کنترل دمای تخلیه هوای واحد هواساز (AHU).
واحدهای جابجایی هوا (AHU) و واحدهای سقفی (RTU) که به چندین منطقه خدمات رسانی می‌کنند باید «مقدار نقطه تنظیم دمای هوای تخلیه» را به‌طور خودکار در محدوده ۵۵ تا ۷۰ درجه فارنهایت (۱۳ تا ۲۱ درجه سلسیوس) تغییر دهند. . این تنظیم باعث کاهش مصرف انرژی سرمایش، گرمایش و فن می‌شود. وقتی دمای بیرون زیر ۷۰ درجه فارنهایت (۲۱ درجه سلسیوس) باشد، برای مناطق با بارهای خنک‌کننده بسیار کم، افزایش دمای هوای عرضه شده، استفاده از گرمایش مجدد در سطح منطقه را کاهش می‌دهد.

#### سیستم‌های هیبریدی VAV
یکی دیگر از تغییرات ترکیبی بین سیستم‌های VAV و CAV است. در این سیستم، مناطق داخلی مانند یک سیستم VAV عمل می‌کنند. مناطق بیرونی از این جهت متفاوت هستند که گرمایش توسط یک فن گرمایشی در یک مکان مرکزی معمولاً با یک کویل گرمایشی که توسط دیگ ساختمان تغذیه می‌شود، تأمین می‌شود. هوای گرم شده به جعبه‌های مخلوط کننده دو کاناله بیرونی و دمپرهای کنترل شده توسط ترموستات منطقه هدایت می‌شود و در صورت نیاز هوای سرد یا گرم شده را می‌طلبد.

### کارخانه مرکزی
یک کارخانه مرکزی برای تأمین آب واحدهای هواساز مورد نیاز است. ممکن است یک سیستم آب سرد، سیستم آب گرم و یک سیستم آب کندانسور، و همچنین ترانسفورماتورها و واحد برق کمکی برای برق اضطراری تأمین کند. اگر به خوبی مدیریت شوند، اغلب می‌توانند به یکدیگر کمک کنند. به عنوان مثال، برخی از نیروگاه‌ها با استفاده از توربین گاز، در دوره‌هایی با پیک تقاضا، برق تولید می‌کنند و سپس از اگزوز داغ توربین برای گرم کردن آب یا تأمین انرژی یک چیلر جذبی استفاده می‌کنند.

#### سیستم آب سرد
آب سرد اغلب برای خنک کردن هوا و تجهیزات ساختمان استفاده می‌شود. سیستم آب سرد دارای چیلر(ها) و پمپ خواهد بود. سنسورهای دمای آنالوگ خطوط تأمین و برگشت آب سرد را اندازه‌گیری می‌کنند. چیلر(ها) روشن و خاموش می‌شوند تا منبع آب سرد خنک شود.
چیلر یک واحد تبرید است که برای تولید آب خنک (سرد) برای اهداف خنک‌کننده فضا طراحی شده‌است. سپس آب سرد شده به یک یا چند کویل خنک‌کننده که در واحدهای انتقال هوا، فن کویل‌ها یا واحدهای القایی قرار دارند، گردش می‌کند. توزیع آب سرد با محدودیت ۱۰۰ فوتی که برای سیستم‌های DX اعمال می‌شود، محدود نمی‌شود، بنابراین سیستم‌های خنک‌کننده مبتنی بر آب سرد معمولاً در ساختمان‌های بزرگ‌تر استفاده می‌شوند. کنترل ظرفیت در سیستم آب سرد معمولاً از طریق مدولاسیون جریان آب از طریق سیم پیچ‌ها به دست می‌آید؛ بنابراین، سیم پیچ‌های متعدد ممکن است از یک چیلر واحد بدون به خطر انداختن کنترل هر واحد جداگانه ارائه شود. چیلرها ممکن است بر اساس اصل تراکم بخار یا اصل جذب کار کنند. چیلرهای تراکمی بخار ممکن است از تنظیمات کمپرسور رفت و برگشتی، گریز از مرکز، پیچی یا چرخشی استفاده کنند. چیلرهای رفت و برگشتی معمولاً برای ظرفیت‌های زیر ۲۰۰ تن استفاده می‌شوند. چیلرهای گریز از مرکز معمولاً برای ارائه ظرفیت‌های بالاتر استفاده می‌شوند. چیلرهای چرخشی و پیچی کمتر مورد استفاده قرار می‌گیرند، اما نادر نیستند. دفع حرارت از یک چیلر ممکن است از طریق یک کندانسور هوا خنک یا یک برج خنک‌کننده باشد (هر دو در زیر مورد بحث قرار خواهند گرفت). چیلرهای تراکمی بخار ممکن است با یک کندانسور هوا خنک همراه شوند تا یک چیلر بسته‌بندی شده تهیه شود که خارج از پوشش ساختمان نصب می‌شود. چیلرهای تراکمی بخار نیز ممکن است به گونه ای طراحی شوند که جدا از واحد کندانسینگ نصب شوند. معمولاً چنین چیلری در یک فضای بسته مرکزی کارخانه نصب می‌شود. چیلرهای جذبی به گونه ای طراحی شده‌اند که جدا از واحد کندانسینگ نصب شوند.

#### سیستم آب کندانسور
برج‌های خنک‌کننده و پمپ‌ها برای تأمین آب خنک کندانسور به چیلرها استفاده می‌شوند. از آنجایی که آب کندانسور به چیلرها باید ثابت باشد، معمولاً از درایوهای سرعت متغیر برای کنترل دما در فن‌های برج خنک‌کننده استفاده می‌شود. دمای مناسب برج خنک‌کننده فشار مناسب سر مبرد را در چیلر تضمین می‌کند. نقطه تنظیم برج خنک‌کننده استفاده شده به مبرد مورد استفاده بستگی دارد. سنسورهای دمای آنالوگ خطوط تأمین و برگشت آب کندانسور را اندازه‌گیری می‌کنند.

#### سیستم آب گرم
سیستم آب گرم گرما را به واحد هواساز ساختمان یا کویل‌های گرمایش جعبه VAV به همراه کویل‌های گرمایش آب گرم خانگی (Calorifier) می‌رساند. سیستم آب گرم دارای دیگ بخار(ها) و پمپ می‌باشد. سنسورهای دمای آنالوگ در خطوط تأمین و برگشت آب گرم قرار می‌گیرند. برخی از انواع شیر اختلاط معمولاً برای کنترل دمای حلقه آب گرمایش استفاده می‌شود. دیگ بخار(ها) و پمپ‌ها برای حفظ منبع تغذیه به ترتیب روشن و خاموش می‌شوند.
نصب و ادغام درایوهای فرکانس متغیر می‌تواند مصرف انرژی پمپ‌های سیرکولاسیون ساختمان را به حدود ۱۵ درصد از آنچه قبلاً استفاده می‌کردند کاهش دهد. یک درایو فرکانس متغیر با تعدیل فرکانس الکتریسیته ارائه شده به موتوری که آن را تغذیه می‌کند، عمل می‌کند. در ایالات متحده، شبکه برق از فرکانس ۶۰ هرتز یا ۶۰ سیکل در ثانیه استفاده می‌کند. درایوهای فرکانس متغیر می‌توانند با کاهش فرکانس برق ارائه شده به موتور، خروجی و مصرف انرژی موتورها را کاهش دهند، اما رابطه بین خروجی موتور و مصرف انرژی یک رابطه خطی نیست. اگر درایو فرکانس متغیر برق را با فرکانس ۳۰ هرتز به موتور بدهد، خروجی موتور ۵۰ درصد خواهد بود زیرا ۳۰ هرتز تقسیم بر ۶۰ هرتز ۰٫۵ یا ۵۰ درصد است. مصرف انرژی موتوری که با فرکانس ۵۰٪ یا ۳۰ هرتز کار می‌کند ۵۰٪ نخواهد بود، بلکه چیزی در حدود ۱۸٪ خواهد بود زیرا رابطه بین خروجی موتور و مصرف انرژی خطی نیست. نسبت‌های دقیق خروجی موتور یا هرتز ارائه شده به موتور (که عملاً یکسان هستند) و مصرف انرژی واقعی درایو فرکانس متغیر / ترکیب موتور به بازده درایو فرکانس متغیر بستگی دارد. به عنوان مثال، از آنجایی که درایو فرکانس متغیر برای برقراری ارتباط با سیستم اتوماسیون ساختمان، راه اندازی فن خنک‌کننده و غیره به نیرو نیاز دارد، اگر موتور همیشه با درایو فرکانس متغیر نصب شده ۱۰۰٪ کار کند، هزینه عملیات یا مصرف برق واقعاً خواهد بود. با نصب درایو فرکانس متغیر جدید به بالا بروید. مقدار انرژی که درایوهای فرکانس متغیر مصرف می‌کنند اسمی است و به سختی ارزش توجه به هنگام محاسبه صرفه‌جویی را دارد، با این حال لازم است ذکر شود که VFDها خودشان انرژی مصرف می‌کنند. از آنجایی که درایوهای فرکانس متغیر به ندرت روی ۱۰۰٪ کار می‌کنند و بیشتر زمان خود را در محدوده خروجی ۴۰٪ می‌گذرانند، و از آنجا که اکنون پمپ‌ها در صورت عدم نیاز به‌طور کامل خاموش می‌شوند، درایوهای فرکانس متغیر مصرف انرژی پمپ‌ها را به حدود کاهش داده‌اند. ۱۵ درصد از آنچه قبلاً استفاده می‌کردند.

### آلارم و امنیت
تمام سیستم‌های اتوماسیون ساختمان مدرن دارای قابلیت هشدار هستند. اگر کسی که بتواند مشکل را حل کند مطلع نشود، تشخیص یک موقعیت بالقوه خطرناک یا پرهزینه فایده چندانی ندارد. اطلاع‌رسانی می‌تواند از طریق رایانه (ایمیل یا پیام متنی)، پیجر، تماس صوتی تلفن همراه، زنگ صوتی یا همه این موارد باشد. برای اهداف بیمه و مسئولیت، همه سیستم‌ها گزارش‌هایی را از اینکه چه کسی، چه زمانی و چگونه مطلع شده‌است، نگه می‌دارند.
آلارم‌ها ممکن است فوراً به کسی اطلاع دهند یا فقط زمانی که آلارم‌ها به آستانه جدی یا فوری رسیدند، هشدار می‌دهند. در سایت‌هایی با چندین ساختمان، قطع برق لحظه ای می‌تواند صدها یا هزاران آلارم را از تجهیزاتی که خاموش شده‌اند ایجاد کند. - اینها باید سرکوب شوند و به عنوان علائم یک شکست بزرگتر شناخته شوند. برخی از سایت‌ها به گونه‌ای برنامه‌ریزی شده‌اند که آلارم‌های بحرانی به‌طور خودکار در فواصل زمانی مختلف دوباره ارسال می‌شوند. به عنوان مثال، یک زنگ هشدار بحرانی تکراری (یک منبع تغذیه بدون وقفه در "بای پس") ممکن است در ۱۰ دقیقه، ۳۰ دقیقه، و پس از آن هر ۲ تا ۴ ساعت تا زمانی که آلارم‌ها برطرف شوند طنین انداز شود.
- هشدارهای معمول دمایی عبارتند از: فضا، هوای تأمین، تأمین آب سرد، تأمین آب گرم.
- حسگرهای فشار، رطوبت، بیولوژیکی و شیمیایی می‌توانند تعیین کنند که آیا سیستم‌های تهویه به‌طور مکانیکی از کار افتاده‌اند یا با آلاینده‌هایی که بر سلامت انسان تأثیر می‌گذارد آلوده شده‌اند.
- سوئیچ‌های فشار دیفرانسیل را می‌توان روی یک فیلتر قرار داد تا مشخص شود که آیا کثیف است یا عملکردی ندارد.
- هشدارهای وضعیت رایج هستند. اگر از یک دستگاه مکانیکی مانند پمپ درخواست شود که راه اندازی شود، و ورودی وضعیت نشان می‌دهد که خاموش است، این می‌تواند نشان دهنده خرابی مکانیکی باشد. یا بدتر، یک خطای الکتریکی که می‌تواند نشان دهنده خطر آتش‌سوزی یا شوک باشد.
- برخی از محرک‌های سوپاپ دارای کلیدهای انتهایی هستند تا نشان دهند که آیا دریچه باز شده‌است یا خیر.
- سنسورهای مونوکسید کربن و دی‌اکسید کربن می‌توانند تشخیص دهند که آیا غلظت آنها در هوا بسیار زیاد است، یا به دلیل آتش‌سوزی یا مشکلات تهویه در گاراژها یا نزدیک جاده‌ها.
- از سنسورهای مبرد می‌توان برای نشان دادن نشت احتمالی مبرد استفاده کرد.
- سنسورهای جریان را می‌توان برای تشخیص شرایط جریان کم ناشی از لغزش تسمه فن، گرفتگی صافی در پمپ‌ها یا سایر مشکلات استفاده کرد.

سیستم‌های امنیتی را می‌توان به یک سیستم اتوماسیون ساختمان متصل کرد. در صورت وجود سنسورهای اشغال، می‌توان از آنها به عنوان دزدگیر نیز استفاده کرد. از آنجایی که سیستم‌های امنیتی اغلب عمداً خراب می‌شوند، حداقل برخی از آشکارسازها یا دوربین‌ها باید دارای پشتیبان باتری و اتصال بی‌سیم و قابلیت ایجاد آلارم هنگام قطع شدن باشند. سیستم‌های مدرن معمولاً از اترنت برق استفاده می‌کنند (که می‌تواند دوربین زوم پان شیب و سایر دستگاه‌ها را تا ۳۰ تا ۹۰ وات کار کند) که می‌تواند چنین باتری‌هایی را شارژ کند و شبکه‌های بی‌سیم را برای برنامه‌های بی‌سیم واقعی، مانند پشتیبان‌گیری، آزاد نگه می‌دارد. ارتباط در قطع
پانل‌های اعلام حریق و سیستم‌های هشدار دود مربوط به آن‌ها معمولاً به سختی سیم‌کشی می‌شوند تا اتوماسیون ساختمان را نادیده بگیرند. به عنوان مثال: اگر هشدار دود فعال شود، تمام دمپرهای هوای بیرون بسته می‌شود تا از ورود هوا به داخل ساختمان جلوگیری شود و یک سیستم اگزوز می‌تواند شعله را ایزوله کند. به‌طور مشابه، سیستم‌های تشخیص خطای الکتریکی می‌توانند کل مدارها را خاموش کنند، صرف نظر از تعداد آلارم‌هایی که باعث می‌شوند یا افرادی که این مشکل را ایجاد می‌کنند. دستگاه‌های احتراق سوخت فسیلی نیز تمایل دارند که بیش از حد خود را داشته باشند، مانند خطوط تغذیه گاز طبیعی که با تشخیص افت فشار آهسته (که نشان دهنده نشتی است)، یا هنگامی که متان اضافی در منبع هوای ساختمان تشخیص داده می‌شود، خاموش می‌شوند.
BAS خوب از این نادیده گرفتن‌ها آگاه است و شرایط پیچیده خرابی را تشخیص می‌دهد. آن‌ها هشدارهای بیش از حد ارسال نمی‌کنند، و همچنین قدرت پشتیبان ارزشمندی را برای تلاش برای بازگرداندن دستگاه‌هایی که این برنامه‌های اضافی ایمنی خاموش کرده‌اند هدر نمی‌دهند. یک BAS ضعیف، تقریباً طبق تعریف، برای هر هشدار یک زنگ هشدار می‌فرستد، و هیچ گونه خطای ایمنی دستی، آتش‌سوزی، برقی یا سوختی را تشخیص نمی‌دهد. بر این اساس، BASهای خوب اغلب بر روی سیستم‌های ایمنی و آتش‌نشانی ساخته می‌شوند.

### امنیت اطلاعات
با افزایش طیف وسیعی از قابلیت‌ها و اتصالات به اینترنت اشیا، سیستم‌های اتوماسیون ساختمان به‌طور مکرر آسیب‌پذیر گزارش شده‌اند که به هکرها و مجرمان سایبری اجازه می‌دهد تا به اجزای آن‌ها حمله کنند. ساختمان‌ها می‌توانند توسط هکرها برای اندازه‌گیری یا تغییر محیطشان مورد سوء استفاده قرار گیرند: حسگرها اجازه نظارت را می‌دهند (مثلاً نظارت بر حرکات کارمندان یا عادات ساکنان) در حالی که محرک‌ها اجازه می‌دهند تا اقداماتی را در ساختمان‌ها انجام دهند (مانند باز کردن درها یا پنجره‌ها برای متجاوزان). چندین فروشنده و کمیته شروع به بهبود ویژگی‌های امنیتی در محصولات و استانداردهای خود کردند، از جمله KNX, ZigBee و BACnet (به استانداردهای اخیر یا پیش نویس‌های استاندارد مراجعه کنید). با این حال، محققان چندین مشکل باز را در امنیت اتوماسیون ساختمان گزارش می‌دهند.

## اتوماسیون اتاق
اتوماسیون اتاق زیرمجموعه اتوماسیون ساختمان و با هدفی مشابه است. این ادغام یک یا چند سیستم تحت کنترل متمرکز است، البته در این مورد در یک اتاق.
رایج‌ترین نمونه اتوماسیون اتاق، اتاق جلسات شرکت، مجموعه‌های ارائه، و سالن‌های سخنرانی است که در آن تعداد زیادی از دستگاه‌هایی که عملکرد اتاق را تعریف می‌کنند (مانند تجهیزات ویدئو کنفرانس، ویدئو پروژکتورها، سیستم‌های کنترل روشنایی، سیستم‌های نشانی عمومی و غیره) کار می‌کنند) عملکرد دستی اتاق را بسیار پیچیده می‌کند. معمول است که سیستم‌های اتوماسیون اتاق از صفحه لمسی به عنوان راه اصلی کنترل هر عملیات استفاده می‌کنند.

### پروتکل‌ها و استانداردهای صنعتی
- ۱-سیم
- BACnet
- بلوتوث
- دالی
- داینت
- EnOcean
- KNX
- LonTalk
- MIDAC
- OPC
- OpenTherm
- OpenWebNet
- VSCP
- زیگبی
- Z-Wave